# Svobodné a hanzovní město Lübeck
Svobodné a hanzovní město Lübeck (německy Freie und Hansestadt Lübeck) byl v letech 1226 – 1810 a 1813 – 1937 městský stát na severu dnešního Německa s centrem ve městě Lübecku. Jeho území zahrnovalo moderní šlesvicko-holštýnský městský okres Hanzovní město Lübeck a řadu exkláv na území moderních spolkových zemí Šlesvicka-Holštýnska a Meklenburska-Předního Pomořanska.
V letech 1226 – 1806 byl tento stát v rámci Svaté říše římské svobodným říšským městem, který byl zároveň od 13. století nejmocnějším členem Hanzy. Roku 1806 byl okupován Francouzským císařstvím, a následně jím byl 13. prosince 1810 anektován a od 1. ledna 1811 do roku 1813 začleněn do nově vytvořeného francouzského departementu Bouches-de-l'Elbe. Roku 1813 se opět osamostatnil. V letech 1815-1866 byl členem Německého spolku, poté v letech 1867 – 1870 spolkovou zemí Severoněmeckého spolku, poté v letech 1871-1918 spolkovou zemí Německého císařství, a poté do roku 1933 spolkovou zemí Výmarské republiky. Poté to byla do 31. března 1937 již jen nesamosprávná země nacistického Německa, jejíž území bylo k 1. dubnu 1937 na základě zákona „o Velkém Hamburku a dalších územních úpravách“ rozděleno mezi pruskou provincii Šlesvicko-Holštýnsko a zemi Meklenbursko, čímž tento městský stát zanikl.